# Alex Stik Castro
Alex Stik Castro Giraldo (Medellín, Antioquia, Colombia; 8 de marzo de 1994) es un futbolista colombiano que juega de delantero en Millonarios de la Categoría Primera A.

## Trayectoria

### Alianza Petrolera
Castro comenzó su carrera en Alianza Petrolera, debutando el 17 de octubre de 2013 en la derrota por 1-0 de la Copa Colombia ante el Atlético Nacional como sustituto de 63 minutos de Dairon Asprilla. Hizo su debut en la liga tres días después, nuevamente como sustituto, en una derrota por 2-0 ante Cúcuta Deportivo. Castro anotó su primer gol oficial el 9 de abril de 2015, el gol de apertura en un empate de la liga 2-2 con La Equidad.

### Deportivo Cali
En junio de 2017, Castro completó una transferencia al Deportivo Cali. Hizo su debut para el equipo el 8 de julio de 2017 en una victoria por 4-2 sobre Envigado y apareció en una competencia continental por primera vez una semana después, en la segunda ronda de la Copa Sudamericana 2017 contra Junior de Barranquilla.

### Alianza Petrolera
Después de media temporada con los azucareros, Castro pasó las siguientes dos campañas en préstamo, regresando a Alianza Petrolera en 2018.

### Deportes Tolima
Después se presenta otro período de préstamo, esta vez al equipo de la Primera A, Deportes Tolima, en 2019. El acuerdo de préstamo contenía la opción de comprar Castro Al final de la temporada, pero en diciembre de 2019, el Deportivo Cali emitió un comunicado anunciando que Tolima había rechazado la opción.
Sin embargo, admitieron que el:
Mientras continuaba expresando su deseo de irse, particularmente porque quería jugar en el extranjero.

### Cruz Azul
Después de varios rumores y diversos problemas con el fichaje, el 24 de enero de 2020 se hace oficial su llegada al equipo cementero de cara al Clausura 2020.

### Atlético Nacional
El 24 de enero de 2021 es presentado como nuevo jugador de los verdolagas a préstamo por 1 año con opción de compra. 

### Club Nacional de Football
Para el 2022 Atlético Nacional no utilizó la opción de compra así que tenía que reportarse con Cruz Azul, pero el 5 de enero se hace oficial su fichaje por Club Nacional de Football por un monto de 1.2 millones de dólares, firmando por 1 temporada.

### Millonarios
El 12 de julio de 2025 fue anunciado como nuevo jugador de Millonarios. Llegó en condición de jugador libre y firmó contrato por un año. El 31 de julio da sus dos primeras asistencias como jugador de Millonarios en la victoria 3-1 por Copa Colombia ante el Real Cartagena.

## Estadísticas
- Actualizado de acuerdo al último partido jugado el 19 de junio del 2025.

| Club                         | Div.          | Temporada     | Liga  | Liga  | Liga   | Copas | Copas | Copas  | Internacional | Internacional | Internacional | Total | Total | Total  |
| Club                         | Div.          | Temporada     | Part. | Goles | Asist. | Part. | Goles | Asist. | Part.         | Goles         | Asist.        | Part. | Goles | Asist. |
| ---------------------------- | ------------- | ------------- | ----- | ----- | ------ | ----- | ----- | ------ | ------------- | ------------- | ------------- | ----- | ----- | ------ |
| Alianza Petrolera · Colombia | 1.a           | F-2013        | 4     | 0     | 0      | 1     | 0     | 0      | —             | —             | —             | 5     | 0     | 0      |
| Alianza Petrolera · Colombia | 1.a           | 2014          | 12    | 0     | 0      | 10    | 0     | 0      | —             | —             | —             | 22    | 0     | 0      |
| Alianza Petrolera · Colombia | 1.a           | 2015          | 35    | 1     | 0      | 1     | 0     | 0      | —             | —             | —             | 36    | 1     | 0      |
| Alianza Petrolera · Colombia | 1.a           | 2016          | 28    | 1     | 0      | 5     | 0     | 0      | —             | —             | —             | 33    | 1     | 0      |
| Alianza Petrolera · Colombia | 1.a           | A-2017        | 20    | 2     | 3      | 1     | 0     | 0      | —             | —             | —             | 21    | 2     | 3      |
| Deportivo Cali · Colombia    | 1.a           | F-2017        | 12    | 0     | 1      | 2     | 0     | 0      | 1             | 0             | 0             | 15    | 0     | 1      |
| Deportivo Cali · Colombia    | Total club    | Total club    | 12    | 0     | 1      | 2     | 0     | 0      | 1             | 0             | 0             | 15    | 0     | 1      |
| Alianza Petrolera · Colombia | 1.a           | 2018          | 31    | 3     | 7      | 1     | 0     | 0      | —             | —             | —             | 32    | 3     | 7      |
| Alianza Petrolera · Colombia | Total club    | Total club    | 130   | 7     | 10     | 19    | 0     | 0      | 0             | 0             | 0             | 149   | 7     | 10     |
| Deportes Tolima · Colombia   | 1.a           | 2019          | 47    | 9     | 1      | 6     | 1     | 0      | 7             | 2             | 0             | 60    | 12    | 1      |
| Cruz Azul · México           | 1.a           | C-2020        | 7     | 0     | 1      | —     | —     | —      | 2             | 0             | 0             | 9     | 0     | 1      |
| Cruz Azul · México           | Total club    | Total club    | 7     | 0     | 1      | 0     | 0     | 0      | 2             | 0             | 0             | 9     | 0     | 1      |
| Atlético Nacional · Colombia | 1.a           | 2021          | 39    | 4     | 6      | 8     | 1     | 0      | 8             | 0             | 0             | 55    | 5     | 6      |
| Atlético Nacional · Colombia | Total club    | Total club    | 39    | 4     | 6      | 8     | 1     | 0      | 8             | 0             | 0             | 55    | 5     | 6      |
| Nacional · Uruguay           | 1.a           | 2022          | 24    | 1     | 0      | —     | —     | —      | 8             | 0             | 0             | 32    | 1     | 0      |
| Nacional · Uruguay           | Total club    | Total club    | 24    | 1     | 0      | 0     | 0     | 0      | 8             | 0             | 0             | 32    | 1     | 0      |
| Aguilas Doradas · Colombia   | 1.a           | A-2023        | 15    | 0     | 2      | —     | —     | —      | 1             | 0             | 0             | 16    | 0     | 2      |
| Aguilas Doradas · Colombia   | Total club    | Total club    | 15    | 0     | 2      | 0     | 0     | 0      | 1             | 0             | 0             | 16    | 0     | 2      |
| Deportes Tolima · Colombia   | 1.a           | F-2023        | 16    | 3     | 1      | 1     | 0     | 0      | —             | —             | —             | 17    | 3     | 1      |
| Deportes Tolima · Colombia   | 1.a           | 2024          | 42    | 3     | 4      | 0     | 0     | 0      | 1             | 0             | 0             | 43    | 3     | 4      |
| Deportes Tolima · Colombia   | 1.a           | A-2025        | 20    | 2     | 3      | —     | —     | —      | 2             | 0             | 0             | 22    | 2     | 3      |
| Deportes Tolima · Colombia   | Total club    | Total club    | 125   | 17    | 9      | 7     | 1     | 0      | 10            | 2             | 0             | 142   | 20    | 9      |
| Millonarios · Colombia       | 1.a           | F-2025        | 0     | 0     | 0      | 0     | 0     | 0      | —             | —             | —             | 0     | 0     | 0      |
| Millonarios · Colombia       | Total club    | Total club    | 0     | 0     | 0      | 0     | 0     | 0      | 0             | 0             | 0             | 0     | 0     | 0      |
| Total carrera                | Total carrera | Total carrera | 352   | 29    | 29     | 36    | 2     | 0      | 30            | 2             | 0             | 418   | 33    | 29     |

## Palmarés

### Torneos nacionales
| Título                      | Equipo            | País     | Año  |
| --------------------------- | ----------------- | -------- | ---- |
| Copa Colombia               | Atlético Nacional | Colombia | 2021 |
| Torneo Intermedio           | Nacional          | Uruguay  | 2022 |
| Primera División de Uruguay | Nacional          | Uruguay  | 2022 |